# Furuskäret, Korsholm
Furuskäret är en ö i Finland. Den ligger i Norra kvarken och i kommunen Korsholm i den ekonomiska regionen  Vasa i landskapet Österbotten, i den västra delen av landet. Ön ligger omkring 20 kilometer norr om Vasa och omkring 390 kilometer nordväst om Helsingfors.
Öns area är 47,7 hektar och dess största längd är 1,7 kilometer i öst-västlig riktning. Ön höjer sig omkring 10 meter över havsytan.